# Radłów (Piccola Polonia)
Radłów è un comune rurale polacco del distretto di Tarnów, nel voivodato della Piccola Polonia.

## Geografia fisica
Ricopre una superficie di 86,02 km² e nel 2006 contava 9 707 abitanti.

## Geografia antropica

### Frazioni
Biskupice Radłowskie, Brzeźnica, Glów, Łęka Siedlecka, Marcinkowice, Niwka, Przybysławice, Radłów, Sanoka, Siedlec, Wał-Ruda, Wola Radłowska, Zabawa, Zdrochec.